# ОШ „Никола Тесла” Нови Бановци
ОШ „Никола Тесла” једина је основна школа у Новим Бановцима.

## Историјат
Почеци организованог отварања школа на подручју Војне крајине, која је обухваћала и простор Срема, вежу се за царску резолуцију од 23. јула 1764. године, којом се наређује да свако село или бар пуковнијска компанија има по једног учитеља њемачке народности, који би радио на подучавању подофицирског кадра, али и омладине из Границе (Војне крајине), Провинцијала и грађанских редова. Циљ војних власти и тадашње државно-просвјетне политике био је да се оснивањем њемачких школа, граничарски народ и војни кадар науче читању и писању њемачког језика, због брже и лакше асимилације. Антун Цувај надводи податак да је 1764. године у Славонском генералату, односно Петроварадинској пуковнији (дистрикту) постојала 21 школа, међу којима и новооснована школа у Бановцима Новим (на Дунаву). У грађи Ратног архива у Бечу (Kriegsarchiv, Wien Hofkriegsrat 148) постоји податак да су на простору Петроварадинске регименте 1780. године, постојале њемачке школе у 20 мјеста, а међу њима и у Бановцима.
За реформу српског школства у Аустрији као и за српске опће народне ствари била је задужена Илирска дворска депутација, чији је предјседник био барон Бартнштајн. Седамдесетих година 19. вијека, уочи укидања Војне крајине, у Бечу је дошло до реформе крајишког школства. Врховну управу над обуком и васпитањем у Славонско-сремској крајини вршило је главно заповједништво у Загребу, гдје је било сједиште Земаљског школског вијећа. О томе свједоче и списи из школског љетописа Основне школе у Новим Бановцима из 1876. и 1877. године. То су руком писани извјештаји са сједница Мјесног школског вијећа упућени Котарском уреду или Главном заповједништву Краљевске земаљске владе. У сачуваном записнику са сједнице Мјесног школског вијећа из 1877. године, између осталог је записано (латиницом): Предсједничтво мјест. шк. виећа Нових Бановци. П. р. госп. члановам мјестног школског виећа у Нових Бановци. У четвртак Дне 15. о. мјесеца држат ће се изванредна сједница мјестног школског виећа у 8 сати јутра у коју се Ви уљудно позивљете. У Нових Бановци Дне 11. вељаче 1877., Ад. Наттер, учитељ и перовођа... Школско вијеће било је подређено Котарском уреду у Старој Пазови, односно Окружном управитељству у Сремској Митровици. У Именику достојанственика, чиновника и јавних службеника краљевине Хрватске и Славоније из 1912. године, наводи се да су у Новим Бановцима као учитељи службовали: Дујма Рончевић, Драгутин Бренер и Ирена Бауер. Предмети четвероразредне ниже основне школе, 1917. године су били: Наука о вјери са моралним поукама, Народни српскохрватско-словеначки језик, Рачун са основама геометрије и геометријског цртања, Ручни рад са примјеном народних мотива, Лијепо писање, Цртање Пјевање, Тјелесно вјежбање по соколском систему, Стварна настава. Било је ученика уписаних у више разреде који нису похађали наставу због немарности родитеља, како је наведено у Главном уписнику који се налази у архиву школе у Новим Бановцима. У Међуратном периоду Државна народна основна школа носила је назив „Људевит Гај”, од 1933. до 1938. године. Ученици њемачке народности су могли похађати наставу на свом матерњем језику у вријеме Краљевине СХС, док су остали ученици имали наставу на српском или хрватском језику.
Матична књига из 1932./33. наводи податак да је у тој школској години било, од ученика: 145 Нијемаца, 82 Југословена и 2 Словака. По вјерској припадности било их је: 149 евангелиста, 74 римокатолика и 6 православних. Наредне 1933./34. био је уписан 191 ученик, а 1934./35. - 207 ученика, којима је предавало 4 наставника: Љубица Карајчева, Радмила Поповић, Ингеборг Биндер и Јакоб Карајчев. Они се помињу и од 1937. - 1940. године, а уз њих су била и два вјероучитеља: евангелистички и католички жупник. Управник школе био је Јакоб Карајчев. Године 1938./39. од 193 ученика, Нијемаца је било 122, Југословена 70 и 1 Словак. Од тог броја, eвангелиста је било 123, римокатолика 67 и правосавних 3.
У периоду владавине НДХ, од 16. априла 1941., школа се дијели на 2 самосталне школске управе: Њемачку пучку школу и Хрватску пучку школу. У току рата, надзорник школе је и даље био Јакоб Карајчев. У тадашњем извјештају (1941./42.) школском надзорнику у Старој Пазови, за школску зграду у Новим Бановцима се наводи да је опћинска својина, грађена прије 1830. године од меканог слабог материјала, са двије учионице и једним помоћним одјељењем. Површине учионица биле су 104 и 121 m². Уз зграду је постојао и учитељски стан са три одјељења. Школу је 1941./42. похађало 79 ученика (38 дјечака и 41 дјевојчица) у 4 нижа и 1 вишем разреду. Тада су била три наставника, двоје са учитељском школом и један са боголсовијом - католички жупник који је предавао вјеронауку. Школске 1943/44. школу је похађало 34 ученика (19 дјечака и 15 дјевојчица). Школска зграда је сачувана од ратних разарања, за разлику од многих других школских зграда у Подунављу.
Након рата, 1945./46. године, у први разред је уписано 52 ученика, у други - 44, трећи - 38 и у четврти - 26 ученика. У пети је уписан 21 ученик. Управитељ школе 1960./61. године био је Атанасије Обрадовић. Школа од 1960. године прераста у осмогодишњу, а од 1963. године носи име српског великана Николе Тесле. У новије вријеме крајем 20. и у прве 2 деценије 21. вијека, школа у просјеку има по 4 одјељења за сваки разред (од 1. до 8.). Најстарија школска зграда је имала 4 учионице, а касније изграђени, већи дио школе је у приземљу и на спрату имао још 12 учионица. Те двије зграде су чиниле једну цјелину. 2019. године је почело рушење старије зграде и на њеном мјесту је изграђена нова и много већа школска зграда, са приземљем и два спрата, док су фискултурна сала и остатак школе реновирани. Први дан наставе у учионицама најновије школске зграде, ученици имају од сриједе, 29. септембра 2021.

## Печати школе кроз историју
На печату школе у Новим Бановцима из 1891. године је писало (латиницом): ОБЧА ХРВАТСКА ПУЧКА УЧИОНА У НОВИХ-БАНОВЦИХ, а на печату из 1901. године (латиницом): ЊЕМАЧКА ПУЧКА ШКОЛА У НОВИМ БАНОВЦИМА. У доба Краљевине Југославије печати главног уписника ОШ из 1932—1936. и Школског одбора из 1932.-1933. били су на два писма, ћирилици и латиници. На једном од печата, у горњем дијелу је ћирилицом било исписано: ДРЖАВНА ОСНОВНА ШКОЛА, затим латиницом: ЉУДЕВИТ ГАЈ. У средини је био грб Краљевине Југославије, а испод, ћирилицом: КРАЉЕВИНА ЈУГОСЛАВИЈА, и латиницом: НОВИ БАНОВЦИ НА ДУНАВУ. На другом печату из истог периода је око државног грба, на оба писма писало: ДРЖ. НАР. ОСН. ШКОЛА „ЉУДЕВИТ ГАЈ” У НОВИМ БАНОВЦИМА, Срез ст.-пазовачки, Б. дунавска. На трећем печату из тог периода, изнад грба државе је ћирилицом писало: МЕСНИ ШКОЛСКИ ОДБОР КРАЉЕВИНА, а испод грба, латиницом: ЈУГОСЛАВИЈА, НОВИ БАНОВЦИ НА ДУНАВУ. У периоду Независне државе Хрватске, 16. априла 1941. године, по наређењу њемачких војних власти, Државна народна школа у Новим Бановцима била је подјељена на двије самосталне школске управе: Њемачку пучку школу и Хрватску пучку школу. На новом школскокм печату (1941) је писало (латиницом): НАРОДНА ШКОЛА У НОВИ БАНОВЦИ, а у средини је писало: НДХ. На њемачком печату је писало: ALLGEN. DEUTSCHE VOLKSSCHULE IN NEUBANOVCE. На два школска печата из 1942. године је латиничним писмом писало: (изнад је била усташка шаховница са првим бијелим пољем, изнад које је било слово U, симбол усташке власти) НЕЗАВИСНА ДРЖАВА ХРВАТСКА, ДРЖАВНА ХРВАТСКА ПУЧКА ШКОЛА, Нови Бановци, котар Стара Пазова. На другом печату (кружног облика) је у средини био исти државни грб, а около латинични натпис, изнад: НЕЗАВИСНА ДРЖАВА ХРВАТСКА, Котар Стара Пазова, а испод шаховнице: НОВИ БАНОВЦИ, Државна Мјешовита Пучка Школа. У вријеме комунистичке Југославије (Федеративна Народна Република Југославија), школски печат из 1946./47. године, је у средини имао петокраку, а около натпис ћирилицом: ОСНОВНА ШКОЛА, НОВИ БАНОВЦИ. На печату из 1947./48., ћирилицом је писало: Народна Република Србија. Аут. П. Војводина. ОСНОВНА ШКОЛА, срез Стара Пазова, НОВИ БАНОВЦИ. У Евиденцији о успеху ученика од I до VIII разреда, у току школске 1966./67. године налази се печат са новим називом школе „Никола Тесла.” Данашњи школски печат, крајем 2. и почетком 3. деценије 21. вијека у средини има грб Републике Србије, а около натпис ћирилицом: РЕПУБЛИКА СРБИЈА, АУТОНОМНА ПОКРАЈИНА ВОЈВОДИНА, ОСНОВНА ШКОЛА „НИКОЛА ТЕСЛА”, НОВИ БАНОВЦИ.

## Директори школе
- Адам Натер (свакако 1877. године, могуће и прије и након тога)
- Јакоб Карајчев (прије Другог свјетског рата и у вријеме НДХ)
- Атанасије Обрадовић (сигурно 1960/61, могуће прије тога, свакако до 1973)
- Мирко Миловановић (1973–2000)
- Милош Црномарковић (2000–2010)
- Снежана Андрић (2010–2013)
- Бојан Ивошевић (2013–)[18]

## Познати ученици
- Коста Петровић, оснивач Карловачког музеја, управник Архива САНУ у Сремским Карловцима и аутор бројних научних радова.[19]

## Неки од успјеха ученика на такмичењима
- Лазар Батица, ученик VIII-4 (2020./2021) освојио је прво мјесто на Окружном такмичењу из математике, 25. априла 2021. године у Инђији (ОШ „Душан Јерковић").[20]
- Ана Вучковић, ученица III-1 (2020./2021) освојила је златну диплому у млађем узрасту на покрајинској смотри рецитатора, 12. маја 2021. године (на сајту, она је прва с лијеве стране).[21]
- Четири ученице (Ана Вучковић IV-1, Јелена Вујасин IV-3, Ленка Вишекруна IV-4 и Сара Живковић IV-5) су у понедјељак 9. маја 2022. у Новој Пазови освојиле 3. мјесто на такмичењу из вјеронауке (нижи основци), на нивоу Aрхијерејског намјесништва старопазовачког.[22]

## Занимљивости
Од када је школа реновирана и изграђен најновији дио школе (2019—2020), тај простор је постао занимљив за снимање домаћих и страних реклама, филмова... Реклама за чипс Клипси (Clipsy) је приказивана на домаћим телевизијама у Србији 2022. године, а већина кадрова су снимљени у школском холу и дворишту школе.

## Галерија
- Роде у гнијезду направљеном на димњаку школске котловнице, 10. април 2019. године. Због градње најновијег дијела школе на том простору и потребе рушења и димњака, гнијездо је премјештено на кров новијег дијела школе.
- Поглед из хола на некадашњи (до 2019) службени улаз у школу.
- Плоча са називом школе и ликом Николе Тесле, код некадашњег службеног улаза у школу.
- Поглед из Школске улице на стари (срушени) дио школе и службени улаз.
- Поглед на школску зграду из Школске улице, прије реконструкције фасаде 2019.-2020. године
- Поглед на школску зграду у близини раскрснице Школске и Светосавске улице, прије реконструкције фасаде 2019.-2020. године
- Школска капија са натписом о школи, 22.10.2019.
- Ранији изглед школе, до 2019.-2020. године.
- Поглед на школску зграду у току реконструкције, 22.10.2019.
- Поглед из школског дворишта на школску зграду у току реконструкције, 19.12.2019.
- Поглед из школског дворишта на школску зграду након реконструкције 24. 9. 2020.
- Поглед из школског дворишта на школску зграду након реконструкције 18. 1. 2021.
- Поглед на школу и дио школског дворишта, 29.3.2021.
- Поглед на школску зграду из правца Светосавске улице, 29.3.2021.
- Поглед на дио школског дворишта, реконструисану фискултурну салу (десно) и (лијево) на дио најновијег дијела школе (2019—2020).
- Најновији дио школе, у вријеме изградње, 12.2.2020.
- Изглед најновијег дијела школе након изградње (2019—2020), 18.1.2021.
- Најновијег дио школе након изградње.
- Поглед на најновији дио школе (лијево) и реконструисану фасаду дијела школе (десно).
- Мурал у част Николе Тесле, на зиду бивше зграде школске књижнице.